# La Vicogne
La Vicogne település Franciaországban, Somme megyében. Lakosainak száma 242 fő (2022. január 1.). La Vicogne Beauquesne, Beauval, Candas, Naours és Talmas községekkel határos.

## Népesség
A település népességének változása:
| Lakosok száma | 252  | 254  | 252  | 248  | 246  | 246  | 244  | 242  |
|               | 2013 | 2015 | 2017 | 2018 | 2019 | 2020 | 2021 | 2022 |